# Nguyễn Tri Khương
Nguyễn Tri Khương (1890-1962) là một nghệ sĩ và là soạn giả cải lương danh tiếng tại miền Nam Việt Nam đầu thế kỷ 20. Tác phẩm nổi tiếng nhất của ông là vở cải lương "Giọt lệ chung tình", nhưng thường được nhiều người biết đến với tên dân gian "Chuyện tình Võ Đông Sơ - Bạch Thu Hà". Ông cũng là một thành viên quan trọng trong việc hình thành và hoạt động của gánh hát toàn nữ đầu tiên tại Nam Bộ: gánh Đồng Nữ Ban.

## Thân thế
Ông sinh năm 1890, người làng Đông Hòa, tổng Thuận Bình, quận Châu Thành, tỉnh Mỹ Tho (nay thuộc xã Đông Hòa, huyện Châu Thành, tỉnh Tiền Giang). Ông nội ông là danh thần Nguyễn Tri Phương. Thân phụ ông là ông Nguyễn Tri Túc, là một điền chủ của tỉnh Mỹ Tho, từng giữ chức Ủy viên hội đồng tỉnh, thích bắn súng hơi, chụp hình nghệ thuật, từng được bằng danh dự do Hội Nhiếp ảnh chuyên nghiệp bên Pháp trao tặng. Ông là con thứ 4 trong gia đình, vì vậy còn có tên là Năm Khương theo thông lệ Nam Bộ.
Sinh thời, ông Hội đồng Nguyễn Tri Túc được dân gian xem là người hào hoa phong nhã, giúp đỡ người nghèo, khắp làng xã, ai ai cũng thương yêu, quý chuộng. Ông Hội đồng cũng thường tổ chức những buổi đờn ca tài tử tại nhà với sự tham gia của những nghệ sĩ tài tử nổi tiếng đến từ Cần Đước, Cần Thơ và nhiều tỉnh xa; nuôi nghệ sĩ tài tử trong nhà để truyền ngón, truyền nghề cho hai người con trai.
Ông là cậu ruột của Giáo sư Trần Văn Khê, quái kiệt Trần Văn Trạch và danh ca Trần Ngọc Sương.

## Một đời nghệ sĩ
Do ảnh hưởng giáo dục của thân phụ, ông Năm Khương, vốn được đánh giá là thông minh đỉnh ngộ từ nhỏ, tiếp thu được cả Nho học và Tây học. Ông không chỉ được xem là văn hay chữ tốt, học võ cũng được thầy khen. Ngoài ra, ông cũng tinh thông về lễ nhạc truyền thống, đặc biệt là ngón thổi sáo được cho là thiên phú, có hơi thổi vừa dài, vừa mạnh.
Nhờ giáo dục cơ bản toàn diện, năm 20 tuổi, ông đi theo nghiệp giáo làng, dạy vỡ lòng cho các trẻ em trong vùng. Tương truyền năm 1920, khi em gái thứ 7 của ông (tục gọi là bà Tám Dành) đang mang thai, ông đã sang nhà thông gia xin phép đưa em gái về để hàng ngày thổi sáo cho bào thai nghe. Đứa trẻ đó chính là giáo sư Trần Văn Khê nổi tiếng sau này.
Năm 1926, khi gánh hát Đồng Nữ ban của bà Trần Ngọc Viện (tục gọi là bà Ba Viện, cựu giáo sư trường nữ sinh Áo Tím) được thành lập, ông được mời viết vở tuồng mới chuyển thể quyển tiểu thuyết "Giọt máu chung tình" của nhà văn Nguyễn Hữu Ngởi, tức Tân Dân Tử, ra thành vở cải lương mang tên là "Giọt lệ chung tình". Đồng thời ông được mời tham gia vào dàn nhạc của gánh cải lương vì chẳng những ông thổi sáo hay, ông lại còn biết sử dụng đờn cò, đờn kìm và kể cả đánh trống. Ngoài ra, ông còn sáng tác nhiều bài bản đờn ca tài tử mới như "Yến tước tranh ngôn" (chim én tranh luận với chim sẻ), theo hơi Bắc; "Phong suy tịch liễu" (gió lay cành liễu rũ), theo hơi Xuân nữ, tiết tấu nhanh; "Thất trĩ bi hùng" (chim trĩ buồn lẻ bạn), theo hơi Ai.
Khoảng giữa năm 1928, lần đầu tiên gánh hát Đoàn Nữ Ban ra mắt khán giả vở "Giọt lệ chung tình", diễn tại cầu Ba Lung, xã Vĩnh Kim, được nhân dân háo hức cổ vũ. Vở diễn khá dài, diễn trong khoảng 5 giờ đồng hồ mới kết thúc, do đó phải hát đến hai đêm. Dù gánh Đồng Nữ Ban ngưng hoạt động từ lâu và soạn giả cũng đã thành người thiên cổ, bút tích kịch bản "Giọt lệ chung tình" vẫn được lưu lại cho đến ngày nay.
Tương truyền, thay cho thông lệ bấy giờ, mở đầu gánh hát là đào kép đứng hết trên sân khấu đồng ca bài La Madelon, sau khi hết tuồng các gánh hát khác phải đồng ca bài La Marseillaise. Riêng ở Đồng Nữ ban, ông đặt một bài ca cảm ơn khán giả và hẹn gặp trong đêm sau, viết theo bản Long hổ hội. Tất cả lời đối thoại trong tuồng đều mang tính chất văn chương rõ rệt. Các câu nói lối Xuân, lối Ai đều viết theo lối văn biền ngẫu, nội dung nhiều đoạn rất mạnh, nói lên tâm tư của dân tộc Việt Nam lúc đó đang có tinh thần chống chính sách đô hộ thuộc địa.
Sau thành công của "Giọt lệ chung tình", ông tiếp tục dàn dựng thêm hai vở mới là “Hiệp tình quân tử” và “Bên nghĩa bên tình”. Gánh Đồng Nữ Ban lưu diễn nhiều nơi hơn như Mỹ Tho, Bến Tre, Cao Lãnh, Cần Thơ, Rạch Giá, Thủ Dầu Một… vào đến Sài Gòn. Do thành viên lãnh đạo của gánh hát từng liên can đến hồ sơ quốc sự, cũng như nội dung mang tinh thần dân tộc rất rõ ràng, chính quyền thực dân tìm mọi cách ngăn cản và ra quyết định cấm gánh hát hoạt động.
Sau khi gánh hát tan rã, ông trở về làng Đông Hoà và lo trồng lúa trong vùng đồng phèn, trồng cây ăn trái trong khu vườn xung quanh nhà và tiếp tục dạy học cho trẻ em trong làng. Do uy tín của mình, ông được dân làng bầu vào ban Hội tề, lần lần được lên chức Hương sư rồi Hương cả. Vì vậy, cuối đời ông được người dân trong làng thường gọi là ông Cả Năm.
Những năm cuối đời, ông vẫn tiếp tục sáng tác những bài ca và những vở kịch nhỏ như những bài "Túy tửu lạc ngôn" (Say rượu nói bậy), "Hồ điệp xuyên hoa" (Con bướm vờn hoa), "Non sông một chèo"..., hầu hết mang nội dung truyền bá chữ quốc ngữ. Thậm chí, ông còn lên Sài Gòn đóng phim, thường là những vai nông dân già, hoặc tham gia thổi ống tiêu làm nhạc nền cho phim. Ông còn giúp người cháu ruột Trần Văn Khê hoàn thành luận án Tiến sĩ bằng cách cung cấp tư liệu sống động về lịch sử của âm nhạc tài tử miền Nam.
Ông qua đời tại quê nhà vào năm 1962.